# 9-см бомбомёт типа Г. Р.

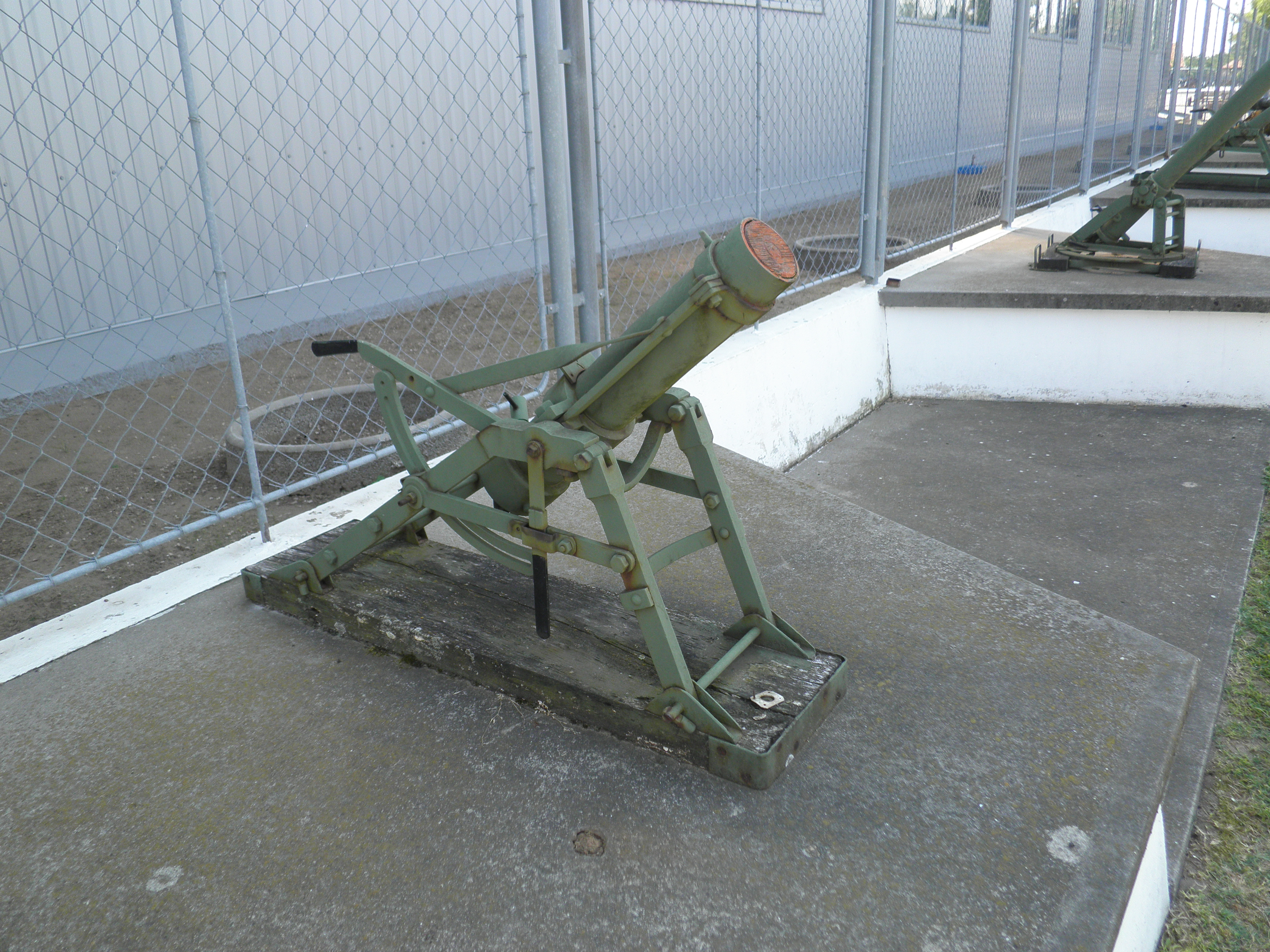

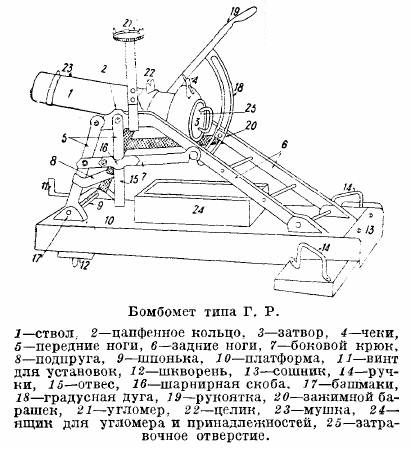

9-см бомбомёт типа Г. Р. (Германо-русский) — бомбомёт времён Первой мировой войны. Вариант трофейного австрийского лёгкого миномёта 9 cm Minenwerfer M 14. Был разработан в позиционный период войны (с 1915 г.). По мощности бомбы сравним с современным 81 мм миномётом.
Данные бомбомётов, состоявших на вооружении на русском фронте (1915—1917)
| Тип бомбомёта | Калибр, мм | Вес снаряда, кг | Вес разрывного заряда, кг | Начальная скорость, м/с | Вес Б. | Скорострельность, выстр/мин | Наибольшая дальность, м |
| ------------- | ---------- | --------------- | ------------------------- | ----------------------- | ------ | --------------------------- | ----------------------- |
| Г. Р.         | 91         | бомба 3,3       | 0,7                       | 100                     | 46     | 4—5                         | 500                     |
| Аазена        | 89         | граната 1,2     | 0,4                       | —                       | 24     | —                           | 400                     |
| 20-мм         | 20         | граната 2,45    | 0,17                      | 61                      | 33     | —                           | —                       |
| Лихонина      | 20         | бомба 3,0       | 0,34                      | 16,8                    | 16,5   | —                           | 500                     |